# Asiatische Option
Eine Asiatische Option ist eine spezielle Form einer exotischen Option, deren Auszahlungsprofil bei der Ausübung von der Differenz zwischen dem Ausübungspreis und einem Mittelwert über vergangene Kurse des Basiswertes abhängt.

## Hintergründe
Die Bezeichnung als Asiatische Option ist weder über den Ausübungs-, noch über den Entstehungsort mit Asien verbunden. Vermutlich entstand die Bezeichnung, weil diese Art von Optionsscheinen zuerst vom Tokioter Büro des Bankers Trust gehandelt wurden.
Bezüglich der Ausübungsart können Asiatische Optionen sowohl vom amerikanischen als auch vom europäischen Typ sein.
Hauptmerkmal von Asiatischen Optionen ist, dass zum Ausübungstag der Wert der Option nicht durch den aktuellen Kurs des Basiswertes bestimmt wird, sondern über den Durchschnitt der Kurse bestimmter, in den Vertragsbedingungen spezifizierter vergangenen Tage.
Asiatische Optionen eignen sich z. B. zum Absichern von Wechselkursrisiken, wenn ein Produkt zu einem bestimmten zukünftigen Zeitpunkt verkauft wird, die Produktions- und Herstellkosten jedoch verstreut bis zu diesem Zeitpunkt anfallen und dadurch einem kontinuierlichen Wechselkursrisiko unterliegen. Auch bei der Absicherung von Rohstoffpreisrisiken mittels Optionen wird oftmals – insbesondere von Kunden – dieser Optionstyp gewählt, da der abzusichernde Basiswert kontinuierlich gekauft wird.

## Typen Asiatischer Optionen
Man unterscheidet dabei mehrere Typen von asiatischen Optionen, die sich in der Art der Durchschnittsbildung voneinander unterscheiden:

### Arithmetische Asiatische Optionen
Sei ein Basiswert (etwa eine Aktie oder ein Index) mit dem Kurs {\displaystyle (S_{t}),\;t\geq 0} gegeben. Eine arithmetische asiatische Kaufoption auf den Basiswert mit einer Laufzeit T>0 ist ein Kontrakt, der dem Käufer der Option das Recht gibt, sich zum Zeitpunkt T vom Verkäufer (auch Stillhalter genannt) einen bestimmten Betrag auszahlen zu lassen. Dieser Betrag ist die Differenz aus arithmetischem Mittelwert {\displaystyle {\bar {S}}} des Kurses zu bestimmten Tagen im Zeitraum [0,T] und vereinbartem Basispreis X. {\displaystyle {\bar {S}}}  ist dabei definiert als
{\displaystyle {\bar {S}}={\frac {1}{n}}\sum _{i=1}^{n}S_{t_{i}}},
wobei die Zeitpunkte {\displaystyle t_{1},t_{2},\ldots t_{n}} die Tage sind, an denen der Kurs des Basiswerts für die Mittelwertbildung festgestellt wird. Dies können beispielsweise die letzten 10 Geschäftstage vor dem Ausübungstermin oder die Ultimos der letzten 3 Monate der Laufzeit sein.
Wie bei Optionen üblich, wird der Optionskäufer sein Recht auf Auszahlung normalerweise nur dann ausüben, wenn {\displaystyle {\bar {S}}-X} ein positiver Betrag ist.
Eine arithmetische asiatische Verkaufsoption funktioniert analog, nur ist hier der Auszahlungsbetrag {\displaystyle X-{\bar {S}}}, d. h. die Ausübung ist dann günstig, wenn der Durchschnittswert der Kurse unter dem Ausübungspreis X liegt.

### Geometrische Asiatische Optionen
Die geometrische asiatische Option funktioniert dementsprechend, nur wird dabei anstatt des arithmetischen der geometrische Mittelwert zur Durchschnittsbildung herangezogen:
{\displaystyle {\hat {S}}=\left(\prod _{i=1}^{n}S_{t_{i}}\right)^{1 \over n}}
Eine fundamentale Beziehung zwischen arithmetischer und geometrischer Option erkennt man, wenn man den Wert des Basiswertes logarithmiert, also {\displaystyle L_{t}:=\ln(S_{t})\ } berechnet. Dann gilt nämlich
{\displaystyle {\hat {S}}=e^{ln({\hat {S}})}=\exp \left({\frac {1}{n}}\sum _{i=1}^{n}\ln \left(S_{t_{i}}\right)\right)=e^{\bar {L}}}.
Eine geometrische asiatische Kaufoption auf {\displaystyle S} mit Basiswert X = 0 zahlt also genau das Exponentielle einer entsprechenden arithmetischen Option aus, die sich auf den Basiswert {\displaystyle L} anstatt {\displaystyle S} bezieht. Diese Eigenschaft kann von Vorteil sein, da in vielen finanzmathematischen Modellen der Logarithmus des Kurses einfacher zu handhaben ist als der Kurs selbst.
Das geometrische Mittel stellt analog eine Approximation des Integrals {\displaystyle \exp \left({\frac {1}{T}}\int _{0}^{T}\ln(S_{t})\mathrm {d} t\right)} dar. Mit Hilfe der Jensenschen Ungleichung lässt sich zeigen, dass stets {\displaystyle {\hat {S}}\leq {\bar {S}}} gilt. Dementsprechend muss die Prämie für eine geometrische Kaufoption (Verkaufsoption) stets geringer (höher) ausfallen als die Prämie für eine arithmetische Kaufoption (Verkaufsoption) derselben Laufzeit.

## Bewertung von Asiatischen Optionen
In der Finanzmathematik ist man stets daran interessiert, den Erwartungswert der Auszahlung bezüglich eines bestimmten Wahrscheinlichkeitsmaßes zu berechnen. Dies ist bei pfadabhängigen Optionen, also solchen, bei denen die Auszahlung nicht nur vom Schlusskurs abhängt (dies ist beispielsweise bei normalen Kauf- und Verkaufsoptionen der Fall), oft schwierig, wenn nicht gar unmöglich. Das gilt für asiatische Optionen in verstärktem Maße, da diese, etwa bei dreijähriger Laufzeit und täglicher Beobachtung, die Berechnung eines Durchschnitts von über tausend voneinander abhängigen Zufallsvariablen bedeuten kann. In solchen Fällen hilft meist nur noch eine Monte-Carlo-Simulation zur Schätzung des Erwartungswertes.
Ein Ausweg hieraus kann oft die Strategie sein, statt des tatsächlich ausgezahlten Mittelwerts das tatsächliche Integral zu betrachten. In einigen Kapitalmarktmodellen wird S durch spezielle stochastische Prozesse modelliert, deren Integrale zumindest in ihrer Verteilung bekannt sind. Besonders oft ist dies bei der geometrischen asiatischen Option der Fall, da zumeist (beispielsweise in Lévy-Modellen) {\displaystyle S_{t}=e^{X_{t}}} angenommen wird, wobei X ein „einfacher“ Prozess ist. Im bekanntesten Kapitalmarktmodell, dem Black-Scholes-Modell, ist dies zum Beispiel eine Brownsche Bewegung.

### Berechnung mittels der Hartman-Watson-Verteilung
Eine Möglichkeit den Preis einer asiatischen Option mit dem Black-Scholes-Modelles zu berechnen ist die Verwendung der Hartman-Watson-Verteilung. Sei {\displaystyle (\Omega ,{\mathcal {F}},\{{\mathcal {F}}_{t}\},P,\{S_{t}\})} ein vollständiger Markt und
{\displaystyle {\frac {dS_{t}}{S_{t}}}=r\mathrm {d} t+\sigma \mathrm {d} W_{t}}
die Preisentwicklung des Finanzinstrumentes. Der Preis lässt sich als bedingter Erwartungswert eines brownschen Exponentialfunktional finden. Für dieses gibt es eine Darstellung mit der unnormierten Hartman-Watson-Verteilung.